# Centroina lewis
Centroina lewis is een spinnensoort uit de familie Lamponidae. De soort komt voor in Queensland.